# Brommers kieken
Het gezegde brommers kiek'n of brommers kieken is in het Nedersaksische taalgebied oorspronkelijk een smoes van geliefden om zich terug te trekken om te zoenen.
In het oosten en noordoosten van Nederland heeft vrijwel elk dorp zijn jaarfeest, feestweek of zomerfeest, waarbij meestal een of meerdere grote feesttenten worden neergezet. Brommers kieken is daar ontstaan als smoes om een meisje mee naar de (brom)fietsenstalling te lokken in de hoop dat er iets gaat gebeuren.
Vroeger stonden er bij elke grote festiviteit (huwelijk, dorpsfeest etc.) veel brommers buiten. Tenslotte was dat het meest betaalbare en populaire vervoermiddel tussen 1955 en 1970. In die periode hadden veel mensen (nog) niet de beschikking over een auto, en was de brommer een dagelijks vervoersmiddel, maar soms ook een statussymbool. Het is meer een uitdrukking om alleen te zijn (buiten de ruimte waarin je je op dat moment bevindt) met een partner die je wel wat lijkt, om eens samen van gedachten te wisselen over een eventuele relatie. Over het algemeen zijn ook de interesses van degenen die deze zin bezigen, anders dan in de jaren 60 en 70. Seks kan dan soms het gevolg zijn.

## Vernoemingen
De Achterhoekse rock & roll-groep Jovink en de Voederbietels maakte een bewerking van I Saw Her Standing There, een nummer van The Beatles, met als titel Brommers kieken. Deze bewerking staat op het album The Hitmachine Goes On.
Het debuutprogramma van de Hengelose cabaretier Jeffrey Spalburg uit 2008 heette ook Brommers Kiek'n.
Geertjan Lassche maakte in 2017 een documentaire onder de titel Brommers kiek'n, over het leven van jongeren in zowel Espelo als Nieuwleusen.
Zanger Boer Harm bracht in 2024 met Janouk Roekevisch een nummer uit met als naam Brommers kieken, dat de Nederlandse hitlijsten bereikte.